# Ricardo Colombres
 Ricardo Colombres  (San Miguel de Tucumán, 25  de julio de 1921 - Buenos Aires, 14 de febrero de 1998) fue un abogado y ministro de la Corte Suprema de Justicia de Argentina que integró la Comisión Nacional sobre la Desaparición de Personas (CONADEP).

## Actuación profesional, política y docente
Estudió  en la Facultad de Derecho de la Universidad de Buenos Aires, donde se recibió de abogado con el premio Félix Uriburu.
Fue profesor de Sociología y Filosofía del Derecho en la Universidad de La Plata y en la de Buenos Aires. En 1955 el gobierno militar lo designó procurador del Tesoro de la Nación, cargo que dejó en 1957. Nombrado de nuevo en ese cargo por el presidente Arturo Frondizi en 1958, renunció en 1960.

## Actuación en la Corte Suprema de Justicia de la Nación
El presidente Arturo Frondizi había tenido en consideración el aumento del número de jueces de la Corte Suprema de Justicia desde que asumiera el poder y el 18 de agosto de 1958 consultó oficialmente sobre ello al Tribunal. Por Acuerdo del 25 de ese mes, los jueces respondieron aconsejando que el número de vocales se llevara a nueve, señalando que las 1018 causas que recibían en 1949 se habían elevado a 1997 en 1957 y que a julio de 1958 había 423 expedientes pendientes de resolución y 172 en trámite. Los jueces Orgaz, Villegas Basavilbaso, Oyhanarte y el procurador Lascano consideraban, además,  que el podía remediarse dividiendo el Tribunal en salas y aumentando el número de secretarios. Por su parte el juez Aráoz de Lamadrid consideró que, dado que por Acordada del 1 de agosto de 1958 se había creado una nueva secretaría judicial llevando su número a cuatro, y ocho cargos letrados, era prudente demorar la reforma hasta ver el funcionamiento con las nuevas secretarías.
En los primeros días de febrero de 1960 el Congreso aprobó mediante la ley 15.271 elevar a 7 el número de integrantes de la Corte y la autorizó a dividirse en salas conforme con el reglamento que debería dictar. Este aspecto de la reforma fue discutido por los juristas pues algunos no lo objetaban y otros consideraron que el Tribunal es único y todos deben opinar en todos los casos. De cualquier manera el reglamento no se dictó y el trabajo de la Corte siguió igual. Por decreto Nº 1466 del 8 de febrero de 1960 Frondizi propuso y el Senado aprobó a Pedro Aberastury y Ricardo Colombres. El decreto 1570 del 10 de febrero ratificó las designaciones y juraron el 12 de ese mes. 
Compartió La Corte Suprema en distintos momentos con Julio César Oyhanarte, Luis María Boffi Boggero, Alfredo Orgaz, Manuel José Argañarás, Benjamín Villegas Basavilbaso, Pedro Aberastury, Esteban Imaz, José Federico Bidau, Carlos Juan Zavala Rodríguez y Amílcar Ángel Mercader.
Al producirse el golpe de Estado del 28 de junio de 1966 fue cesado junto a los demás integrantes de la Corte por el decreto Nº 3 del 28 de junio de 1966.
En 1983 el presidente Raúl Alfonsín lo nombró miembro de la Comisión Nacional sobre la Desaparición de Personas (CONADEP) y participó en el informe  Nunca más.
Falleció en Buenos Aires el 14 de febrero de 1998. Estaba casado con Ana María Santillán, y fue padre de cuatro hijos.